# Sociedad de Antiguos Textos Franceses
La Sociedad de Antiguos Textos Franceses (en francés, Société des anciens textes français, SATF) es una sociedad científica fundada en París en 1875 cuyo objetivo era «publicar documentos de toda naturaleza escritos en la Edad Media en lengua de oïl o lengua occitana».

## Descripción
Fueron sus miembros fundadores son Henri Bordier, Joseph de Laborde, Adolphe Lamarle, Paul Meyer, Léopold Pannier, Gaston Paris, Auguste-Henry-Édouard de Queux de Saint-Hilaire, Arthur de Rothschild, Edmond de Rothschild, James Nathan de Rothschild y Natalis de Wailly.
Entre 1875-1936, la sociedad publicó un boletín anual que se distribuía únicamente a sus miembros.
Desde su fundación, igualmente ha publicado una colección de ediciones críticas o incluso a veces facsímiles que actualmente comprenden cerca de 180 volúmenes.
En 1882 recibió el premio Archon-Desspérouses.